# Kenia Os
Kenia Guadalupe Flores Osuna (Mazatlán, 15 de julho de 1999), conhecida artisticamente como Kenia OS, é uma cantora, celebridade da internet e youtuber mexicana.
Começou criando conteúdo de videoblogs em seu canal no YouTube, a partir de 2015.  Em novembro de 2017, formou um grupo de youtubers com cinco integrantes, mas cinco meses depois abandonou o projeto e continuou criando conteúdo de forma independente.
Paralelamente à sua carreira como influencer, iniciou uma trajetória como cantora. Assinou um contrato com a Lizos Music e lançou seu primeiro EP titulado "Canciones pa mi ex, vol. 1" em outubro de 2020. Em outubro de 2021, assinou com a Sony Music México e, em novembro do mesmo ano, lançou "La noche" como primeiro single com essa gravadora. No ano seguinte, lançou seus dois primeiros álbuns de estúdio, titulados "Cambios De Luna" e "K23", sendo este último com um enfoque futurista, o que fascinaria os internautas e lhe renderia seu primeiro grande êxito: "Malas Decisiones". Finalmente, em 2024, lançou seu terceiro álbum titulado "Pink Aura". Atualmente ela é a mais famosa do México, se destaca pelo seu maior fandom "Keninis" 
Sua primeira colaboração no Brasil
Anitta Simples em 4
Bat junto com Luísa Sonza, Dj Dennis
COLABORAÇÕES MAIS IMPORTANTES
Belinda Peregrín
Anitta
Peso Pluma
CNCO
Luísa Sonza
Seventeen
Los Ángeles Azules
Thalía
Aitana (cantora)

## Carreira

### YouTube
Em 2015, criou seu primeiro canal no YouTube e, algum tempo depois, integrou-se ao grupo de youtubers "Jukilop". Em vista de que lhe ofereceram assinar um contrato que não lhe era favorável, além de outros desacordos, em 2018 Os deixou o grupo. Por conta do contrato anterior, as redes sociais de Kenia foram excluídas, pois haviam deixado de ser de sua propriedade. Após isso, gerou-se uma polêmica e rivalidade entre os youtubers, o que aumentou sua popularidade.
Continuou criando conteúdo em seu canal no YouTube. Paralelamente, optou por criar o canal "Team Os", junto com sua irmã Eloísa, que permaneceu ativo até 2021.
Em fevereiro de 2021, declarou que permaneceria semiactiva no YouTube, através do Instagram: "[...] Não acho que vou me retirar completamente [do YouTube], mas acho que vou ficar mais inativa, porque juro para vocês que tem muitas coisas, muito trabalho para fazer, e às vezes nem tenho tempo para mim".

### Música
Em agosto de 2018, publicou seu single de estreia "Por siempre", assinando com o selo Lizos Music. Tornando-se uma artista emergente no Spotify. Em outubro de 2020, lançou seu segundo EP titulado "Canciones Pa Mi Ex Vol.1", com seis músicas.
Em abril de 2021, anunciou seu selo discográfico independente, K Records. Em setembro desse ano, seu concerto MelanKOs quebrou o recorde de concerto virtual com mais espectadores da Latinoamérica, com mais de 153.000. Em outubro, foi anunciado que ela interpretaria a trilha sonora e a música principal da novela da Televisa, Contigo sí, junto com o cantor León Leiden. Por outro lado, assinou com a companhia discográfica Sony Music México.
Em fevereiro de 2022, "Joder" se tornou sua música com mais números um no iTunes no mundo. Dois meses depois, a Associação Mexicana de Produtores de Fonogramas e Videogramas lhe concedeu seu primeiro disco de ouro pelo single "Toketeo", por vender mais de 70.000 cópias no México. Em março, lançou seu primeiro álbum de estúdio titulado "Cambios de luna", com doze músicas.
Em setembro de 2022, anunciou o início de sua turnê pelos Estados Unidos e México, que recebeu o nome de The K23 Tour.
Em dezembro de 2022, a Associação Mexicana de Produtores de Fonogramas e Videogramas lhe concedeu seu primeiro disco de platina pelo single "Llévatelo", por vender mais de 140.000 cópias no México.
Em maio de 2023, apresentou sua nova música "Más te va a doler", um acercamento ao regional mexicano.
Em setembro de 2023, recebeu sua primeira indicação ao Grammy Latino por seu projeto "Universo K23".
Em janeiro de 2024, lançou seu single "Bobo", junto com o cantor Álvaro Díaz.
Em março de 2024, lançou seu single "Tortura". Em maio de 2024, realizou uma colaboração com o grupo argentino Miranda! na música "Siempre que lo Beso".
Em 30 de maio, lançou um EP intitulado "Flow Mamita Rica", em colaboração com Yeri Mua, El Malilla e La Joaqui.
Em dezembro de 2024, o single intitulado "Tommy & Pamela", do cantor mexicano Peso Pluma junto com Kenia Os, receberia a certificação de platina após vender mais de 300.000 cópias no México.
Em 17 de abril de 2025 a cantora lançou a sua primeira parceria com a cantora Anitta, a faixa "En 4".

### Outros projetos
Kenia fez participações em programas de televisão por streaming. Em 2021, foi jurada do programa de concurso do Disney+, Conecta y canta, e do programa de competições da HBO Max, Bake Off Celebrity: El gran pastelero: México.
Como empresária, em maio de 2021, Kenia Os abriu um negócio de comida saudável chamado La Healthy Haus ou Rousse Haus, o qual foi fechado em 2022. Em julho do mesmo ano, lançou sua linha de roupas Kenia Os Shop, além de uma linha de cosméticos chamada Kenia Os Beauty.

## Discografía
Álbuns de estúdio
- 2022: Cambios de luna
- 2022: K23
- 2024: Pink Aura

Estendam plays
- 2020: Canciones pa mi ex, vol.1
- 2024: Flow Mamita Rica

Álbuns ao vivo
- 2019: En vivo (acústico)
- 2021: Live From Blackwood Studio
- 2021: MelanKOs

## Turnês
- 2022: Cambios De Luna Tour[35]
- 2023: The K23 Tour[36]
- 2024: Tour Kenia Vos 2024/Pink Aura Tour[37]